# 47 morto che parla
47 morto che parla è un film del 1950 diretto da Carlo Ludovico Bragaglia e con protagonista Totò, tratto dall'omonima commedia di Ettore Petrolini.
Nella smorfia napoletana il morto che parla fa 48, ma in quella romana corrisponde al 47.
Tra le figure centrali nella trama c'è anche un personaggio storico, il colonnello Jean de Lattre de Tassigny, ma le azioni attribuitegli sono di pura fantasia.

## Trama

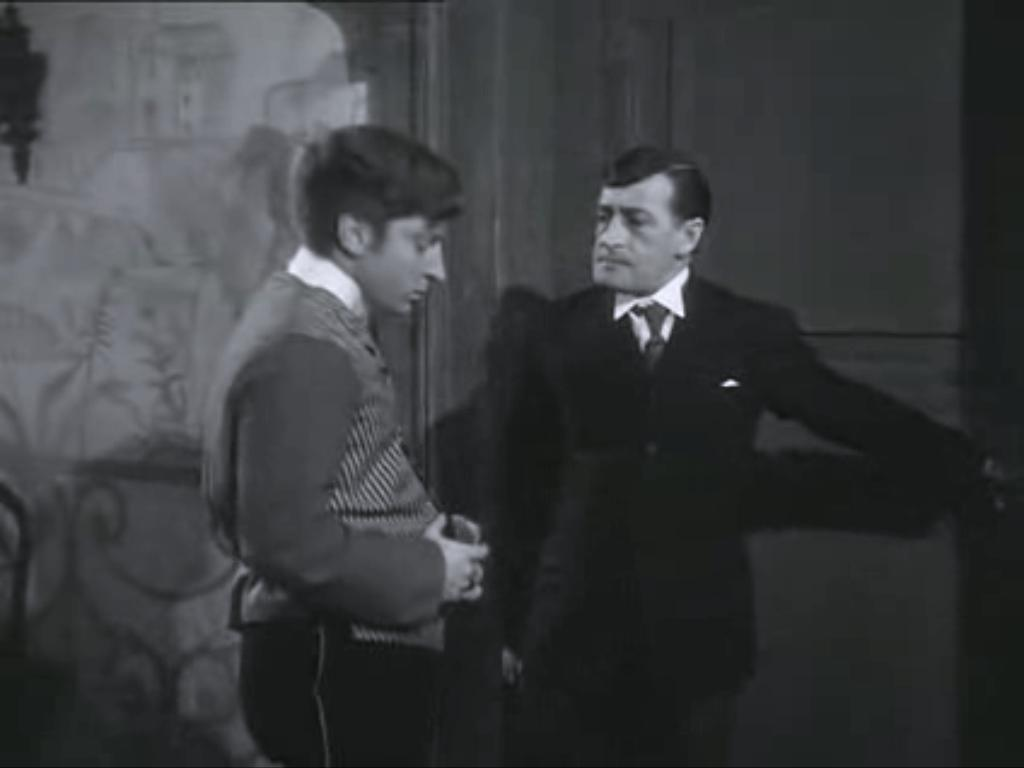
Totò con Carlo Croccolo in una celebre scena del film

Campania, 1903. In un paese non meglio definito, l'avarissimo barone Antonio Peletti ha ereditato dal padre una cassetta contenente monete preziose e gioielli di inestimabile valore. Nel testamento, il defunto aveva espresso la volontà di devolvere metà del patrimonio al comune affinché venisse costruita una scuola, e l'altra metà a suo nipote abiatico, ovvero il figlio di Antonio, Gastone, innamorato della cameriera Rosetta.
Tuttavia il barone Antonio, pur di non separarsi dal tesoro, nega di averlo mai ritrovato e in questo modo asserisce di non poter donarne la metà al comune. Un giorno, Gastone scopre il nascondiglio della cassetta e ne sostituisce il contenuto con diversi pesi, per poi fuggire a Napoli con l'amata Rosetta e per vedere il notaio così da  far valere finalmente il testamento del nonno, concedendo metà del denaro al comune.
La scuola dovrebbe essere costruita il prima possibile: i bambini infatti sono costretti a fare 4 km all'andata e 4 km al ritorno per andare alla scuola comunale del paese vicino. Per riuscire a sapere dove il riccone tiene nascosto il suo tesoro, gli amministratori comunali, con un'efficace messinscena e l'aiuto di una compagnia teatrale, gli fanno credere di essere morto e di trovarsi nell'aldilà. Prima, con l'aiuto del farmacista, somministrano un succo di papavero al barone, facendogli credere di aver assunto un potente arsenico; al suo risveglio, il barone si ritrova nei campi sulfurei, in un'atmosfera quasi dantesca. Perciò, credendo di essere morto e dietro la minaccia di terribili punizioni per la sua avarizia in vita, il barone Peletti rivela il nascondiglio del tesoro: la cassa contenente i luigi d'oro e i gioielli si trova, infatti, nella camera da letto di Peletti, sotto alcuni tappeti.
Scoperto l'imbroglio, il barone ha un malore e viene creduto morto dai suoi concittadini. Risvegliatosi, medita di rendere pan per focaccia agli autori del piano: su suggerimento dell'attrice Marion Bonbon, che lo aveva ingannato fingendosi uno spirito guida dell'aldilà, il barone si introduce nella casa del sindaco, facendo finta di essere un fantasma e chiedendo di riavere la cassetta per espiare la colpa di aver causato la morte del barone. Poco prima di uscire dalla casa, la copertura salta e Peletti fa giusto in tempo ad affidare il tesoro alla Bonbon, la quale però fugge con il colonnello Bertrand de Tassigny, lasciando a mani vuote il suo complice.
Il barone Peletti non si dà tregua e insegue l'attrice: riesce a salire sulla mongolfiera diretta a Parigi con Marion e Bertrand, poco prima della loro partenza. Durante il viaggio, la mongolfiera rimane danneggiata e i tre devono disfarsi degli oggetti più pesanti per proseguire il volo e non precipitare; il barone si vede dunque costretto a gettare in mare la propria cassetta, rassegnato ormai alla definitiva perdita della fortuna. Giunta in paese la notizia della scomparsa dei tre, mai arrivati a Parigi, i cittadini decidono di erigere un busto a memoria del defunto barone davanti alle scuole comunali, la cui costruzione viene finanziata col denaro consegnato da Gastone al sindaco.
Dopo essere "naufragato" in Sardegna, il barone Peletti torna in paese in sella a un asinello proprio durante la cerimonia di inaugurazione della scuola: nell'incredulità generale, il barone approva il matrimonio del figlio e la sua decisione di devolvere il denaro per la costruzione della scuola.

## Produzione

### Sceneggiatura
Il soggetto è liberamente ispirato all'omonima commedia teatrale di Ettore Petrolini; il personaggio del barone Peletti è, tuttavia, assai lontano da quello della commedia. Evidenti sono le contaminazioni con L'avaro di Molière.

### Riprese
Le riprese di 47 morto che parla iniziarono nell'autunno del 1950 e il film fu girato quasi per intero negli studi della Titanus della Farnesina. Il paese che si vede all'inizio della pellicola è Villetta Barrea, in Abruzzo.  Per le scene del finto inferno si girò alla solfatara di Pozzuoli: invece di usare particolari effetti speciali, si pensò di sfruttare direttamente le bocche fumanti gas sulfureo; in questo modo il paesaggio risultò ancor più naturale.

## Accoglienza
Arturo Lanocita scrisse sul Corriere della sera: "Totò, questa volta in un film costruito, ossia con capo e coda; c'è dentro un racconto filato e, cosa ancor più nuova, c'è un personaggio che non è soltanto un fantoccio, ma un carattere fin troppo delineato. [...] È un film recitato, questa volta, dal principio alla fine; si che Totò non risulta soltanto una marionetta, ma un bravo attore."
Il 13 gennaio 1951, Vittorio Bonicelli scrisse su Il Tempo che, oltre alla consueta abitudine di Totò di interpretare il ruolo di maschera e "improvvisare davanti alla macchina da presa dietro sommari suggerimenti, [...] il film ha peraltro una novità: è terribilmente triste".